# Strmca (Laško, Slovenija)
Strmca je naselje u slovenskoj Općini Laškom. Strmca se nalazi u pokrajini Štajerskoj i statističkoj regiji Savinjskoj. 

## Stanovništvo
Prema popisu stanovništva iz 2002. godine naselje je imalo 397 stanovnika.